# Hypericum moseranum
Hypericum moseranum är en johannesörtsväxtart som beskrevs av Ed. Andre. Hypericum moseranum ingår i släktet johannesörter, och familjen johannesörtsväxter. Inga underarter finns listade i Catalogue of Life.